# 鶴巻古墳
鶴巻古墳(つるまきこふん)は、群馬県伊勢崎市にある古墳。鶴巻古墳史跡公園として整備されている。駐車場が完備されている。

## 概要
昭和44年2月21日に市指定遺跡に指定。

## 構造
- 墳丘[2]
  - 直径:34m[2]
    - 東西:35.5m[1]
    - 南北32.5m[1]